# Andrés Bertolotti
Andrés Arturo Bertolotti (Rosario del Tala, 1º settembre 1943) è un ex calciatore argentino, di ruolo difensore.

## Palmarès

### Calciatore
- Campionato argentino: 2

Independiante: 1970 Metropolitano, 1971 Metropolitano